# Тронель, Валентина
Валентина Троне́ль (фр. Valentina Tronel, род. 6 апреля 2009, Рен, Бретань, Франция), выступающая на сцене как просто Валентина, — французская певица, победительница конкурса песни «Детское Евровидение — 2020».
До «Детского Евровидения» Валентина Тронель была известна по четвёртому сезону французской версии проекта «Голос. Дети» и с 2018 года как участница нового поколения группы Kids United.

## Биография
Родной город Валентины Тронель — Рен, столица региона Бретань на северо-западе Франции. Мать — учительница итальянского языка.
В 2016 году девочка участвовала в четвёртом сезоне французской версии телепроекта «Голос. Дети», но остановилась на этапе слепых прослушиваний, поскольку ни один наставник к ней не повернулся.
С 2018 года Тронель входит в состав детской музыкальной группы Kids United Nouvelle Géneration («нового поколения» группы Kids United). К настоящему времени она записала с группой два альбома.
В ноябре 2020 года Валентина Тронель с песней «J’imagine» («Я представляю себе») представила свою страну на «Детском Евровидении» и победила, набрав 200 баллов и с большим отрывом опередив Казахстан (152 балла) и Испанию (133 балла). Это первая победа Франции на детской версии этого песенного конкурса.
В 2021 году выпускает сольный альбом "Plus loin qu'un rêve". В составе которого 13 песен, в исполнений Валентины.
В 2023 году выходит новогодний альбом " La magie de noël".

## Музыкальный стиль
Кроме того, она поёт на итальянском языке. Особенно Тронель любит петь песни Лауры Паузини, поскольку её мама большая поклонница этой итальянской певицы.. На слепом прослушивании в «Голос. Дети» в 2016 году Валентина Тронель тоже исполняла песню Паузини, «Tra te e il mare».

## Дискография

### Музыкальные Альбомы
| Год  | Альбом               |
| 2021 | Plus loin qu'on rêve |
| 2023 | La magie de noël     |